# チェックメイト (漫画)
『チェックメイト』は、雪リコによる漫画作品。角川書店より単行本が1巻まで発売されている。現在は連載停止中ではあるが、2007年10月24日にドラマCDの発売がされている。

## ストーリー
日直の仕事を終えたミルクこと朝日胡桃とナッツこと太陽夏は下校中、交通事故を目撃する。すると突然、2人に光が降り注ぎ変身してしまった。突如現れた謎の戦士は、ミルクを選ばれし戦士「黒のキング」と呼ぶが、ミルクたちは戸惑うばかりであった。

## 登場人物
朝日 胡桃（あさひ くるみ）
本作の主人公。誰にでも優しく、礼儀正しい少女。ドジっ娘で鈍感。眼鏡をかけており、ピンク色の長い髪を持つ。ナッツが好意を抱いているということには全く気付いていない様子。高校1年生。作中ではミルクと呼ばれている。
太陽 夏（うずひ なつ）
ミルクの隣人で、クラスメイトの少年。ミルクの服が着られるほどの小柄な体型で、身長も彼女とさほど変わらない。ミルクに好意を抱いているものの素直になれないでいる。作中ではナッツと呼ばれている。
子来 佑祈（ねごろ ゆうき）
ミルクのクラスメイトで親友。男勝りで、友達思い。毎朝、ミルクと共に登校している。
月光 帝（つきみつ みかど）
クールでミステリアスなミルクたちの先輩。東京都世田谷区に在住している。高校3年生。
黒水 梓（くろうず あずさ）
ミルクのクラスに転校して来た転入生。斗磨とは同じ中学校出身。
鬼羅 斗磨（きら とうま）
ミルクのクラスメイトで、ナッツの悪友。飄々とした性格で、頭に鉢巻をしている。
ナッツの母
ナッツの母。ネズミ嫌い。名前は不明。
夏目（なつめ）
ミルクが飼っている（ということになっている）シマリス。
担任
ミルクたちのクラス担任の女性教諭。氏名は不明。

## コミックス

### 1巻
- CHECK1（「MACBETH Prototype」掲載）
- CHECK2（「MACBETH PROTOTYPE PLUS」掲載）
- CHECK3（「MACBETH PROTOTYPE ORIGINAL」掲載）
- CHECK4（「MACBETH PROTOTYPE FINAL」掲載）
- CHECK5（「Asuka plus macbeth vol.1」掲載）
- CHECK6（「Asuka plus macbeth vol.2」掲載）
- CHECK7（「Asuka plus macbeth vol.3」掲載）
- CHECK8（「Asuka plus macbeth vol.4」掲載）
  - 2006年7月15日発売 ISBN 978-4-04-925030-5[1]

## ドラマCD
フロンティアワークスより、2007年10月24日発売。
原作コミックを再現した内容となっている。フロンティアワークスのサイト上では第1巻とされているが第2巻は未発売。

### キャスト
- 朝日胡桃：能登麻美子
- 太陽夏：泰勇気
- 月光帝：石田彰
- 鬼羅斗磨：谷山紀章
- 子来佑祈：浅野真澄
- 黒の戦士：緑川光
- ナッツの母：豊口めぐみ
- 担任：百々麻子